# باست (ویرجینیا)
باست (به انگلیسی: Bassett) یک منطقهٔ مسکونی در ایالات متحده آمریکا است که در شهرستان هنری، ویرجینیا واقع شده‌است. باست ۹٫۱ کیلومتر مربع مساحت و ۱٬۱۰۰ نفر جمعیت دارد و ۲۳۶ متر بالاتر از سطح دریا واقع شده‌است.